# Orzotto

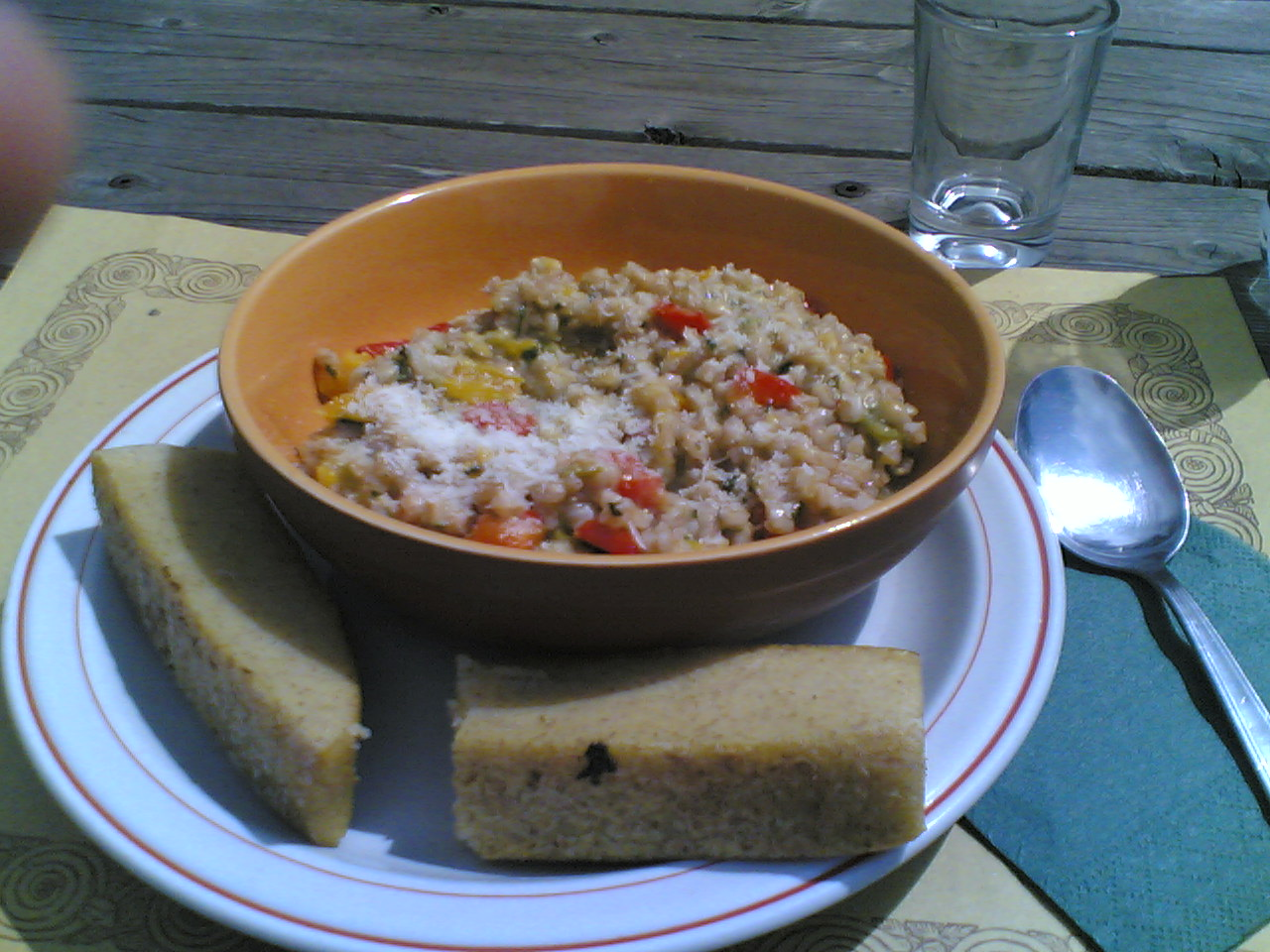

Orzotto is een Italiaans gerecht dat lijkt op risotto, maar gemaakt wordt met parelgort in plaats van rijst. Orzotto is een specialiteit van Friuli-Venezia Giulia, in het noordoosten van Italië.
De naam is een porte-manteauwoord van orzo (het Italiaanse woord voor gerst) en risotto. Dit moet niet worden verward met orzo, ook bekend als risoni, een soort tarwedeegwaren in vormen die lijken op gerstekorrels.
In dit gebied heeft elk seizoen zijn eigen begeleiding: in de lente is orzotto met wilde kruiden (sciopeti, bruscandoli) en asperges, in de herfst met paddenstoelen en pompoen, en in de winter met worst en prei. In plaats van parmezaanse kaas worden in Friuli plaatselijke kazen gebruikt, zoals de sterk gerijpte Montasio stravecchio, Formadi Frant, die bestaat uit een recuperatie van kazen die niet geschikt zijn om te rijpen, die worden gemengd met zout, peper, melk en room, 40 dagen gerijpt, met een smaak die tegelijk pittig en zoet is.